# Margowo
Margowo [pronunciación en polaco: /marˈɡɔvɔ/] (en alemán: Morgow) es un pueblo ubicado en el distrito administrativo de Gmina Świerzno, dentro del Condado de Kamień, Voivodato de Pomerania Occidental, en el norte de Polonia occidental. Se encuentra aproximadamente a 7 kilómetros al suroeste de Świerzno, a 8 kilómetros al sureste de Kaeń Pomorski, y a 61 kilómetros al norte de la capital regional Szczecin.
Antes de 1945, el área fue parte de Alemania. Para la historia de la región, véase Historia de Pomerania.